# 6922 Yasushi
A 6922 Yasushi (ideiglenes jelöléssel 1993 KY1) a Naprendszer kisbolygóövében található aszteroida. Satoru Otomo fedezte fel 1993. május 27-én.